# Villapalacios
Villapalacios er en by og kommune i det sydøstlige Spanien i provinsen Albacete. Den har et indbyggertal på 562 (2024) indbyggere.